# Atletisme als Jocs Olímpics d'Estiu de 1920 - llançament de martell masculí
El llançament de martell masculí va ser una de les proves del programa d'atletisme disputades durant els Jocs Olímpics d'Anvers de 1920. La prova es va disputar el 18 d'agost de 1920 i hi van prendre part 12 atletes de 5 nacions diferents.

## Medallistes
| Or                 | Plata                 | Bronze              |
| Patrick Ryan (USA) | Carl Johan Lind (SWE) | Basil Bennett (USA) |

## Rècords
Aquests eren els rècords del món i olímpic que hi havia abans de la celebració dels Jocs Olímpics de 1920.
| Rècord del Món | 57m 77cm | Patrick Ryan | Nova York (USA) | 17 agost 1913  |
| Rècord Olímpic | 54m 74cm | Matt McGrath | Estocolm (SWE)  | 14 juliol 1912 |

## Resultats

### Qualificació
Els 12 atletes inscrits hi prenen part i disposen de tres llançaments. Els sis millors passaven a la final.
| Pos. | Atleta           | Nació        | Distància |
| ---- | ---------------- | ------------ | --------- |
| 1    | Patrick Ryan     | Estats Units | 52,875    |
| 2    | Basil Bennett    | Estats Units | 48,250    |
| 3    | Carl Johan Lind  | Suècia       | 48,000    |
| 4    | Malcolm Svensson | Suècia       | 47,290    |
| 5    | Matt McGrath     | Estats Units | 46,670    |
| 6    | Tom Nicolson     | Regne Unit   | 45,700    |
| 7    | Nils Linde       | Suècia       | 44,885    |
| 8    | James McEachern  | Estats Units | 44,700    |
| 9    | Archie McDiarmid | Canadà       | 44,660    |
| 10   | Robert Olsson    | Suècia       | 44,190    |
| 11   | Johan Pettersson | Finlàndia    | 41,760    |
| -    | John Cameron     | Canadà       | XX        |

### Final
Patrick Ryan guanya clarament i és l'únic que supera els 50 metres.
| Pos. | Atleta           | Nació        | Distància |
| ---- | ---------------- | ------------ | --------- |
| 1    | Patrick Ryan     | Estats Units | 52,875    |
| 2    | Carl Johan Lind  | Suècia       | 48,430    |
| 3    | Basil Bennett    | Estats Units | 48,250    |
| 4    | Malcolm Svensson | Suècia       | 47,290    |
| 5    | Matt McGrath     | Estats Units | 46,670    |
| 6    | Tom Nicolson     | Regne Unit   | 45,700    |